# Brahim Boumzar
Brahim Boumzar (en arabe : إبراهيم بومزار), né le 24 décembre 1977 en Algérie, est un homme politique algérien. Il est ministre de la Poste et des Télécommunications du 2 janvier 2020 au 27 avril 2021.

## Biographie

### Etudes
- Licence en administration des affaires, de l'Institut national du commerce.
- Commandant de section des transmissions, école d’application de signal à Koléa
- Certificat dans le domaine du développement économique de l'Institut arabe de planification - Koweït.
- Baccalauréat en sciences naturelles et de la vie.

### Carrière
- Lieutenant de réserve, Académie militaire de Cherchell.
- 2013-2015  Chef d’études (Haut Fonctionnaire) (Fonction supérieur de l’Etat Décret JO : 69-2015) Division Management des Projets au Ministère de la Poste et des Technologies de l’Information et de la Communication
- 2017-2019 Directeur (Haut Fonctionnaire au Cabinet de Monsieur le Premier Ministre
- 2019 : Président Directeur Général de l’EPE EADN
- Ministre de la Poste et des Télécommunications (2 janvier 2020 - 27 avril 2021)[1]